# Coenonympha
Coenonympha is een geslacht van vlinders uit de onderfamilie Satyrinae van de familie Nymphalidae.

## Soorten
- Coenonympha aeolus Wyatt, 1961
- Coenonympha alini Bang-Haas, 1937
- Coenonympha amaryllis Stoll, 1782
- Coenonympha amirica Wyatt, 1961
- Coenonympha ampelos Edwards, 1871
- Coenonympha amyntas Poda, 1761
- Coenonympha andalgalensis Jörgensen, 1935
- Coenonympha arcania Linnaeus, 1761 - Tweekleurig hooibeestje
- Coenonympha arcanioides Pierret, 1837
- Coenonympha brenda Edwards, 1870
- Coenonympha caeca Staudinger, 1886
- Coenonympha california Westwood, 1851
- Coenonympha corinna (Hübner, 1804) - Corsicaans hooibeestje
- Coenonympha darwiniana Staudinger, 1871 - Darwin's hooibeestje
- Coenonympha decolorata Wagner, 1913
- Coenonympha dorus (Esper, 1782) - Bleek hooibeestje
- Coenonympha elko Edwards, 1880
- Coenonympha fettigii Oberthür, 1874
- Coenonympha gardetta (Prunner, 1798) - Alpenhooibeestje
- Coenonympha glycerion (Borkhausen, 1788) - Roodstreephooibeestje
- Coenonympha haydeni Edwards, 1872
- Coenonympha hero Linnaeus, 1761 - Zilverstreephooibeestje
- Coenonympha inornata Edwards, 1861
- Coenonympha iphioides Staudinger, 1870
- Coenonympha iphis Schiffermüller, 1776
- Coenonympha khinganensis Mori & Chô, 1938
- Coenonympha kodiak Edwards, 1869
- Coenonympha leander Esper, 1784 - Turks hooibeestje
- Coenonympha mahometana Alphéraky, 1881
- Coenonympha mangeri Bang Haas, 1927
- Coenonympha meadewaldoi Elwes, 1905
- Coenonympha mesopotamica Staudinger
- Coenonympha mongolica Alphéraky, 1881
- Coenonympha myops (Staudinger, 1881)
- Coenonympha nipisiquit McDunnough, 1939
- Coenonympha nolckeni Erschoff, 1874
- Coenonympha ochracea Edwards, 1861
- Coenonympha oedippus (Fabricius, 1787) - Goudooghooibeestje
- Coenonympha orientalis Rebel, 1910
- Coenonympha pamphiloides Reakirt, 1866
- Coenonympha pamphilus (Linnaeus, 1758) - Hooibeestje
- Coenonympha pavonina Alphéraky, 1888
- Coenonympha phryne (Pallas, 1771)
- Coenonympha rhodopensis Elwes, 1900 - Balkanhooibeestje
- Coenonympha saadi Kollar, 1849
- Coenonympha satyrionides Zingg, 1939
- Coenonympha semenovi Alphéraky, 1887
- Coenonympha sinica Alphéraky, 1888
- Coenonympha sunbecca Eversmann, 1843
- Coenonympha sweadneri Chermock, 1941
- Coenonympha symphita Lederer, 1870
- Coenonympha thyrsis Freyer, 1845 - Kretahooibeestje
- Coenonympha tullia Müller, 1764 - Veenhooibeestje
- Coenonympha tydeus Leech, 1892
- Coenonympha vaucheri Blachier, 1905
- Coenonympha xinjiangensis Chou & Huang, 1994